# Euselates scenica
Euselates scenica är en skalbaggsart som beskrevs av Hippolyte Louis Gory och Achille Rémy Percheron 1833. Euselates scenica ingår i släktet Euselates och familjen Cetoniidae. Inga underarter finns listade i Catalogue of Life.